# أنطون كولين
أنطون كولين (بالفنلندية: Anton Collin) هو دراج فنلندي، ولد في 12 أكتوبر 1891 في Pihlajavesi, Keuruu ‏ في فنلندا، وتوفي في 31 مايو 1973 في Ähtäri ‏ في فنلندا.

## وصلات خارجية
- أنطون كولين على موقع إحصائيات الدراجات الإحترافية (الإنجليزية)
- أنطون كولين على موقع أوليمبيديا (الإنجليزية)